# Hua Ju
Hua Ju (en chino: 花菊; 1976) es una deportista china que compitió en halterofilia. Ganó tres medallas de oro en el Campeonato Mundial de Halterofilia entre los años 1992 y 1997.

## Palmarés internacional
| Campeonato Mundial | Campeonato Mundial     | Campeonato Mundial | Campeonato Mundial |
| Año                | Lugar                  | Medalla            | Categoría          |
| ------------------ | ---------------------- | ------------------ | ------------------ |
| 1992               | Varna (Bulgaria)       | Medalla de oro     | 75 kg              |
| 1993               | Melbourne (Australia)  | Medalla de oro     | 76 kg              |
| 1997               | Chiang Mai (Tailandia) | Medalla de oro     | 76 kg              |